# Liste der albanischen Botschafter in China

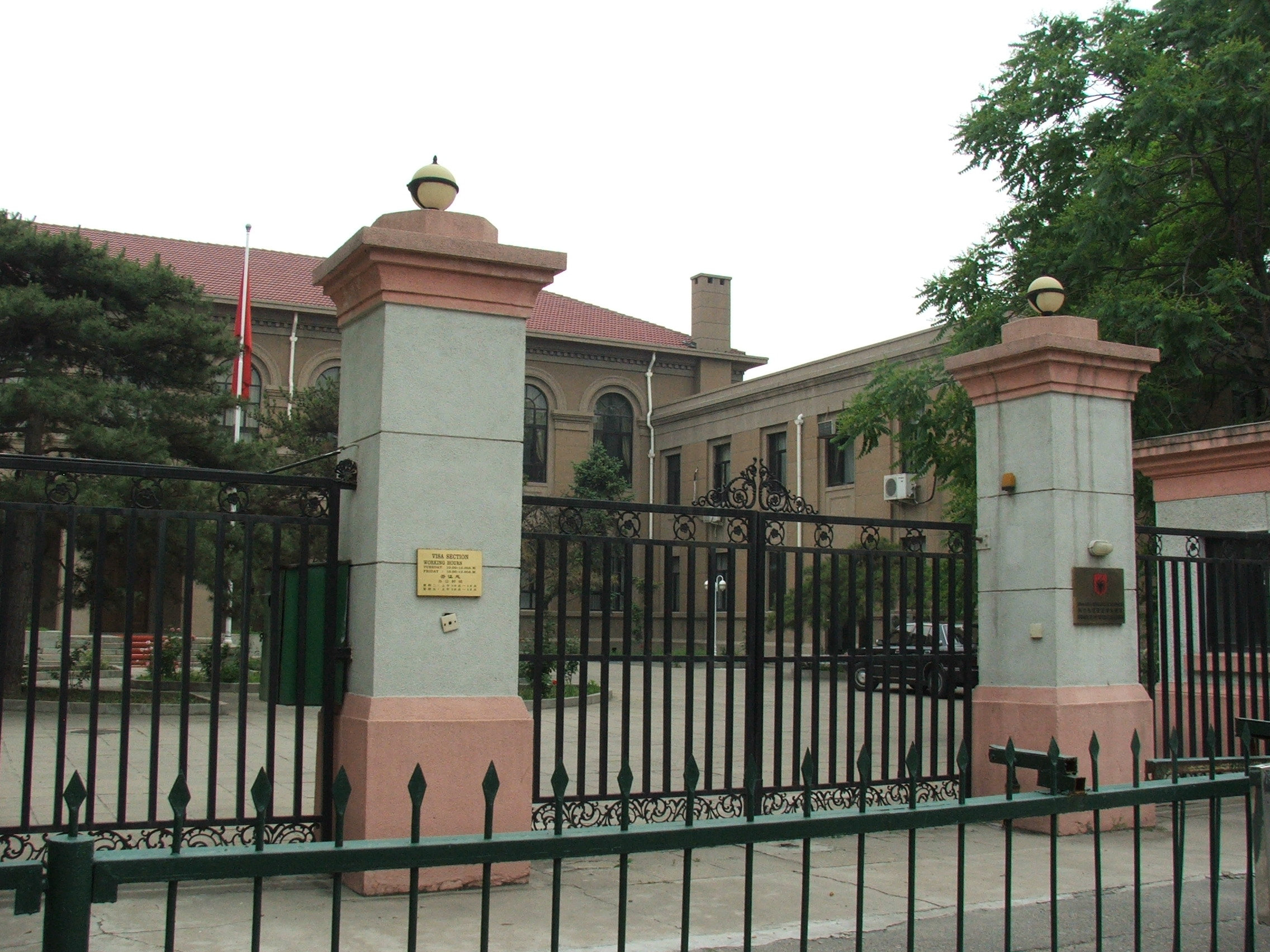
Die albanische Botschaft befindet sich in der Guang Hua Lu, 28, Peking.

| Ernannt   | Name              | Bemerkungen | ernannt von    | akkreditiert bei | Posten verlassen |
| --------- | ----------------- | ----------- | -------------- | ---------------- | ---------------- |
| Sep. 1954 | Nesti Nase        |             | Haxhi Lleshi   | Mao Zedong       | Mai 1956         |
| 1959      | Mihal Prifti      |             | Haxhi Lleshi   | Liu Shaoqi       | 1961             |
| 1961      | Spiro Rusha       |             | Haxhi Lleshi   | Liu Shaoqi       | 1963             |
| 1963      | Reiz Malile       |             | Haxhi Lleshi   | Liu Shaoqi       | 1966             |
| 1966      | Vasil Nathanaili  |             | Haxhi Lleshi   | Liu Shaoqi       | 1968             |
| 1969      | Xhorxhi Robo      |             | Haxhi Lleshi   | Dong Biwu        | 1973             |
| 1973      | Behar Shtylla     |             | Haxhi Lleshi   | Dong Biwu        | 1978             |
| 1979      | Jonuz Mersini     |             | Haxhi Lleshi   | Ye Jianying      | 1981             |
| 1981      | Dhimiter Stamo    |             | Haxhi Lleshi   | Ye Jianying      | 1986             |
| 1986      | Justin Papajorgji |             | Ramiz Alia     | Li Xiannian      | 1992             |
| 1992      | Tahir Elezi       |             | Sali Berisha   | Yang Shangkun    | 1997             |
| 1997      | Hajdar Muneka     |             | Rexhep Meidani | Jiang Zemin      | 2000             |
| 2000      | Kujtim Xhani      |             | Rexhep Meidani | Jiang Zemin      | 2006             |
| 2006      | Maxhun Peka       |             | Alfred Moisiu  | Hu Jintao        | 2008             |
| 2008      | Kujtim Xhani      |             | Bamir Topi     | Hu Jintao        | 2016             |
| 2017      | Selim Belortaja   |             | Bujar Nishani  |                  |                  |